# Демонічний (фільм, 2021)
Демонічний (англ. Demonic) — канадський фільм жахів сценариста і режисера Ніла Блумкампа. Вперше фільм був показаний на 71-му Берлінському міжнародному кінофестивалі в березні 2021 року.

## Виробництво
Фільм був знятий в середині 2020 року, під час пандемії COVID-19, у Британській Колумбії, Канада.